# 一匹狼 (千葉真一の曲)
「一匹狼」（いっぴきおおかみ）は、千葉真一の楽曲である。1970年にキングレコードからシングル盤として発売された。

## 解説
千葉真一主演映画『やくざ刑事シリーズ』の第1作から第3作までの主題歌である。
SIDE-Bの「白いワゴン」は第2作『やくざ刑事 マリファナ密売組織』の挿入歌で、千葉演ずる主人公がヒロインと乗馬するシーンの劇伴として流されている。

## 収録曲
SIDE-A
- 一匹狼
  - 作詞 - 藤間哲郎、作曲 - 安部芳明、編曲 - 八木正生

SIDE-B
- 白いワゴン
  - 作詞 - 名村宏、作曲 - 江口浩司、編曲 - 森岡賢一郎

伴奏
- キングオーケストラ

## 形式・製作
※ライナーノーツより。
- 盤式 - EP（2曲とも45回転）
- ライナーノーツ - 4ページ
- 規格品番 - BS-1250
- 発売年月日 - 1970年
- 音楽レーベル - キングレコード